# Greenup County
Greenup County är ett administrativt område i delstaten Kentucky, USA. År 2010 hade countyt 36 910 invånare. Den administrativa huvudorten (county seat) är Greenup.

## Geografi
Enligt United States Census Bureau har countyt en total area på 918 km². 896 km² av den arean är land och 22 km² är vatten.

### Angränsande countyn
- Scioto County, Ohio - nord, över Ohiofloden
- Lawrence County, Ohio - öster, över Ohiofloden
- Boyd County - sydost
- Carter County - sydväst
- Lewis County - väst

### Orter
- Bellefonte
- Flatwoods
- Greenup (huvudort)
- Raceland
- Russell
- South Shore
- Worthington
- Wurtland